# Tilloy-et-Bellay
Tilloy-et-Bellay è un comune francese di 224 abitanti situato nel dipartimento della Marna nella regione del Grand Est.

## Società

### Evoluzione demografica
Abitanti censiti